# معادلات جيوديسية
الجيوديسية في النسبية العامة. في نظرية النسبية العامة،عبارة عن تعميم للخط المستقيم ضمن الفضاءات المنحنية. فكلما كان الخط المستقيم أقصر خط بين نقطتين في الهندسة الإقليدية فإن المعادلة الجيوديسية . هي أقصر خط بين نقطتين على سطح كرة. أو ما يسمى في الهندسة الريمانية والهندسة المترية والمنكوفسكية بشرط الخضوع لمترية النظامية natural metric.
الخط المستقيم ولكن في الهندسية اللاإقليدية وخاصة في الفضاء المنحني.
يعني لو أنك تقيس الخطوط المستقيم المرسومة على سطح مبنى مسوى بالأرض فستعتقد باستقامة الخط المثلى ولكن بزيادة طول خط الرسم ستكتشف أنه كان ينحني تدريجياً حتى شكل دائرة محيطة بالكرة الأرضية. كان يمكن ألا تشعر بهذا الانحناء إطلاقاً لو أن معامل انكسار الضوء في الهواء أصبح أكبر مما هو عليه اليوم وذلك لأن الضوء سيتقوس مع سطح الكرة الأرضية بحيث تصبح قادراً على رؤية الخط المنحني على أنه مستقيم مهما طال.
هذه الظاهرة قد تحصل بدون الحاجة لانكسار أشعة الضوء في وسط بمعنى أنها قد تحصل حتى في الفراغ ولكن نحتاج إلى مجال جاذبية عالي الشدة كما في الثقوب السوداء ليقوم الضوء المنطلق بالانحناء حول الثقب عند مستوى يعرف بأفق الحدث.

## تعبير رياضي
المعادلة الجيوديسية الكاملة هي:
{\displaystyle {d^{2}x^{\mu } \over ds^{2}}=-\Gamma ^{\mu }{}_{\alpha \beta }{dx^{\alpha } \over ds}{dx^{\beta } \over ds}\ .} {\displaystyle \Gamma ^{\mu }{}_{\alpha \beta }\ } هي رموز كريستوفل (التي تسمى أحيانا اتصال أفيني أو ليفي سيفيتا اتصال) الذي هو متماثل في اثنين من انخفاض الأرقام القياسية. مؤشرات اليونانية تأخذ القيم [0,1،2,3]. كمية على-في الجانب الأيسر يد هذه المعادلة هو تسريع الجسيمات، وهكذا هذه المعادلة هو مماثل لقوانين نيوتن للحركة والتي توفر أيضا صيغ لتسريع الجسيمات. هذه معادلة الحركة توظف آينشتاين تدوين، وهذا يعني أن مؤشرات المتكررة تتلخص (أي من صفر إلى ثلاثة). رموز كريستوفل وظائف للإحداثيات الزمكان أربعة، وهكذا هي مستقلة عن السرعة أو التسارع أو غيرها من الخصائص من جسيم اختبار الذي يوصف من قبل المعادلة الجيوديسية الحركة.